# Sielsowiet Kwasiewicze
Sielsowiet Kwasiewicze (biał. Квасевіцкі сельсавет; ros. Квасевичский сельсовет) – sielsowiet na Białorusi, w obwodzie brzeskim, w rejonie iwacewickim, z siedzibą w Kwasiewiczach.
Enklawę w terytorium sielsowietu Kwasiewicze stanowi miasto Kosów.
Według spisu z 2009 sielsowiety Kwasiewicze i Kosów zamieszkiwało 2190 osób, w tym 2110 Białorusinów (96,35%), 46 Rosjan (2,10%), 15 Ukraińców (0,68%), 11 Polaków (0,50%) i 8 osób innych narodowości. Do 2020 liczba mieszkańców spadła do 1507 osób, zamieszkujących w 785 gospodarstwach domowych.
Największymi miejscowościami są Kwasiewicze z 499 mieszkańcami i Zapole, w którym mieszka 404 ludzi. Ponad 100 osób mieszka także w Bielawiczach (168 mieszkańców) i w Jodczykach (110 mieszkańców). Każdą z pozostałych miejscowości zamieszkuje poniżej 100 osób.

## Historia
17 września 2013 do sielsowietu Kwasiewicze przyłączono w całości likwidowany sielsowiet Kosów.

Położenie sielsowietu Kwasiewicze (czerwony) na mapie rejonu iwacewickiego (stan do 2013)
Położenie sielsowietu Kosów (czerwony) na mapie rejonu iwacewickiego (przed likwidacją w 2013)

## Miejscowości
- agromiasteczko:
  - Kwasiewicze
- wsie:
  - Alba
  - Bielawicze
  - Chodorki
  - Chryszczanowicze
  - Jatwieź
  - Jodczyki
  - Olszanica
  - Skuraty
  - Starożewszczyzna
  - Wieraszki (hist. Juraszki)
  - Zapole